# عقاب بازية مزينة
العقاب البازية المُزيَّنة طائر جارح يعيش في المناطق الاستوائية من الأمريكتين، وهو ككل العقبان الأخرى يتبع فصيلة البازية، ويتميز هذا النوع بألوانه الزاهية، والتي تختلف بوضوح بين الأفراد الناضجة وغير الناضجة.

## الوصف

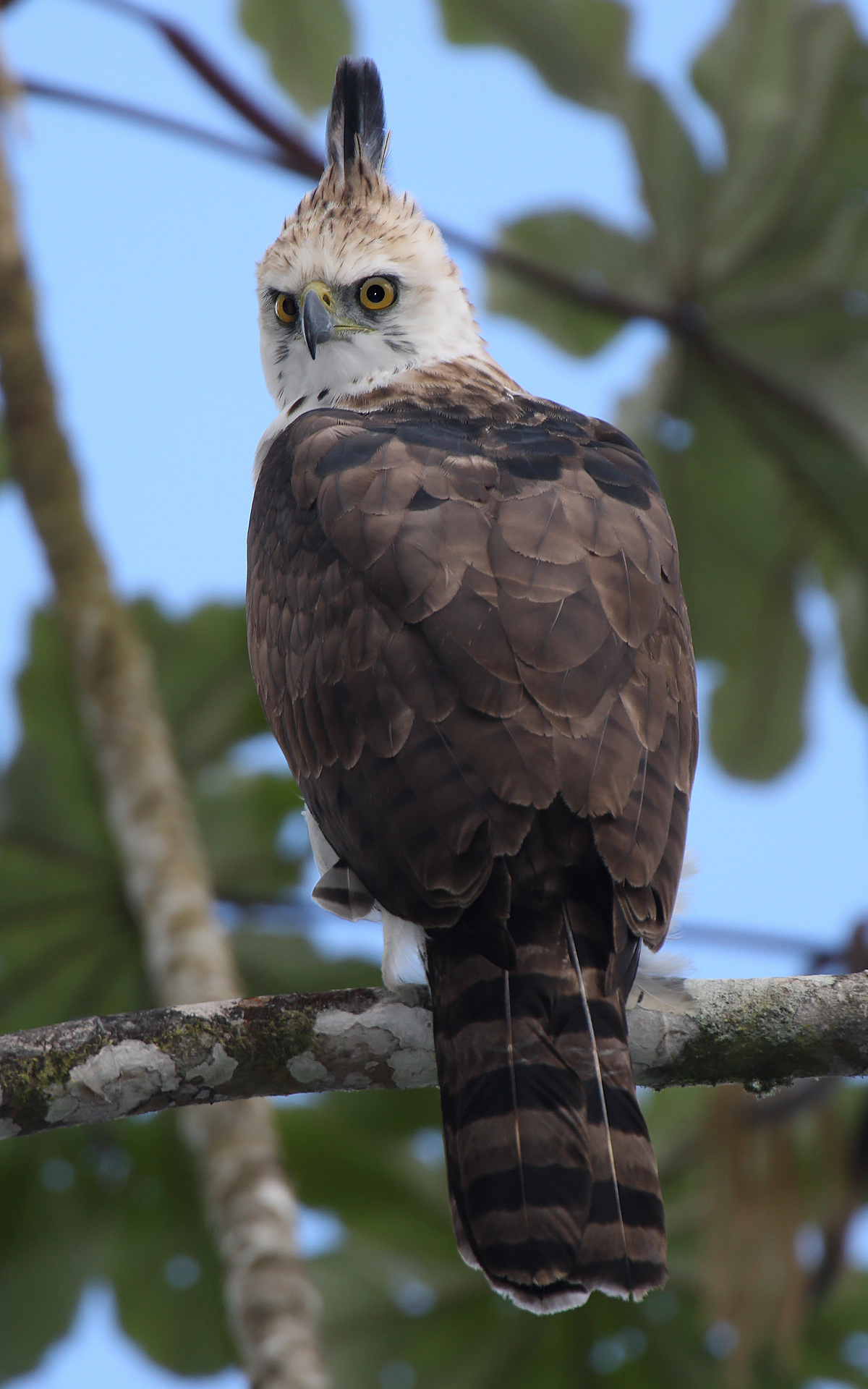
عقاب بازي مزين غير ناضج في بنما

هذا الطائر متوسط الحجم أو كبير، فطوله يتراوح ما بين 56 إلى 68.5 سنتمتر، والمسافة بين جناحيها 117 إلى 142 سنتمترا، ووزنها ما بين 960 إلى 1650 غراما، ولها عرف (ريش على الرأس) بارز مستدق ينتصب عندما يُستثار الطائر، ومنقارها أسود وجناحاها عريضان وذيلها عريض ومستدير.
يملك الفرد البالغ أجزاء علوية سوداء اللون وتاجا، وجوانب بنية فاتحة تصل إلى رقبته وصدره، وحلقا وصدرا بِيض اللون محاطين باللون الأسود، أما باقي جسمه السفلي وأقدامه المغطاة بالريش فلونها أبيض ومخططة باللون الأسود، وذيله مخطط بخطوط سوداء عريضة، وتحت جناحيه أبيض اللون وريش طيرانه مخطط.
جنسا العقاب البازية المزينة متشابهان، أما صغارها فتملك رأسا وأجزاء سفلية بيضاء، وعرفها يكون رمادي اللون، وأجزاؤها العلوية بنية، والتخطيط يكون فقط على جانبيه ورجليه.
توجد هذه الطيور في الغابات الاستوائية الرطبة من جنوب المكسيك وشبه جزيرة يوكاتان، وحتى ترينيداد وتوباغو، وجنوبا حتى بيرو والأرجنتين.

## الغذاء
الفرائس الأساسية للعقاب البازية المزينة هي الطيور، فهي تصطاد الطيور ذات الأحجام من 180 غراما إلى 8 كيلوغرامات، وهي تصطاد عدة أنواع من الحيوانات مثل: الطوقان والحمام والمقو والببغاء والكوتينغا والدجاج، كما يمكن أن تصطاد الثدييات مثل: السناجب والجرذان والسعادين، كما تصطاد الزواحف بين الحين والآخر.